# هايلي إيتكن
هايلي إيتكن (بالإنجليزية: Hayley Aitken)‏ هي مغنية وكاتبة غنائية أسترالية، ولدت في 11 أبريل 1988.

## وصلات خارجية
- هايلي إيتكن على موقع ميوزك برينز (الإنجليزية)
- هايلي إيتكن على موقع ديسكوغز (الإنجليزية)